# Fjälängar
Fjälängar är ett naturreservat i Ala socken i Region Gotland på Gotland.
Området är naturskyddat sedan 2017 och är 52 hektar stort. Reservatet består till största del av öppen hagmark med många gamla ekar, askar och aspar.